# Резолюция 108 на Съвета за сигурност на ООН
Резолюция 108 на Съвета за сигурност на ООН е приета единодушно на 8 септември 1955 г. по повод конфликта в Палестина.
Като взема предвид последния доклад на началник-щаба на Организацията на ООН за примирието в Палестина, с Резолюция 108 Съветът за сигурност отбелязва с голямо безпокойство прекъсването на преговорите, предприети от началник-щаба на Организацията на ООН в Палестина в съответствие с предишната резолюция на Съвета, и изказва дълбоко съжаление за случилите се неотдавна актове на насилие в районите, прилежащи към демаркационната линия, установена между Египет и Израел на 24 февруари 1949 г.
Съветът отбелязва с одобрение приетите от двете страни предложения, направени от началник-щаба на Организацията на ООН за примирието, и призовава страните да предприемат всички необходими мерки за установяване на порядък и спокойствие в района и, в частност, да прекратят насилието и строго да изпълняват заповедта за прекратяване на огъня.
Съветът изказва съгласие с мнението на началник-щаба, че въоръжените сили на двете страни трябва да бъдат действително отделени едни от други с помощта на предложените от него мерки. Резолюцията обявява, че на наблюдателите на ООН трябва бъде предоставена абсолютна свобода на движение в района, за да могат да изпълняват своите задължения. Страните в конфликта са призовани да излъчат свои представители, които да поддържат непрекъсната връзка с началник-щаба на Организацията на ООН за примирието в Близкия изток и да му оказват пълно съдействие за постигане на поставените цели.